# Monastère de la Présentation-de-la-Mère-de-Dieu-au-Temple (Slavkovica)
Pour les articles homonymes, voir Monastère de la Présentation de la Vierge.
Le monastère de la Présentation-de-la-Mère-de-Dieu-au-Temple (en serbe cyrillique : Манастир Ваведење ; en serbe latin : Manastir Vavedenje) est un monastère orthodoxe serbe situé à Slavkovica, dans le district de Kolubara et dans la municipalité de Ljig en Serbie. Il est inscrit sur la liste des monuments culturels de grande importance de la République de Serbie (identifiant no SK 262).

## Présentation

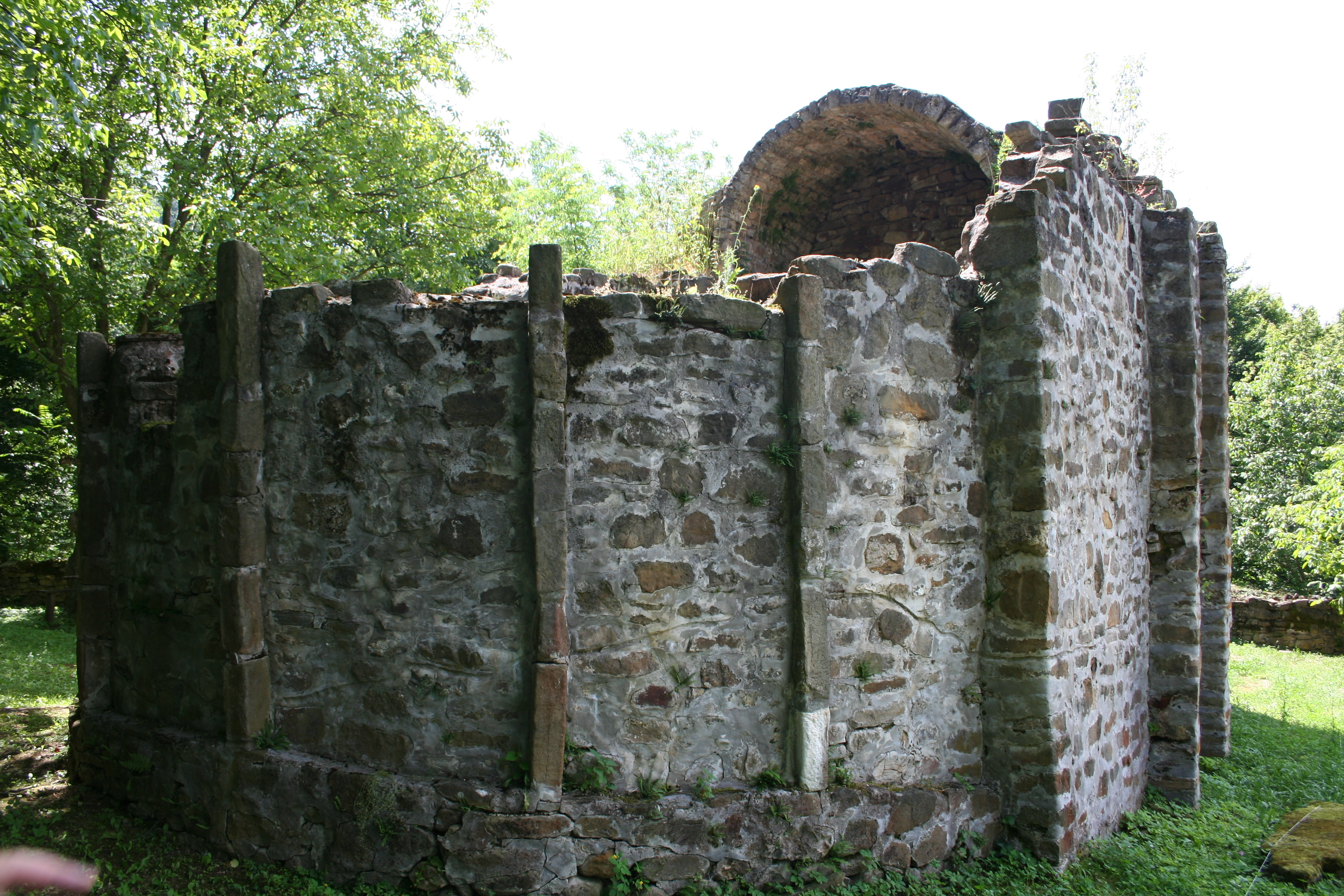
Autre vue du chevet de l'église.

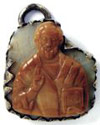
Un camée retrouvé dans le monastère.

Le monastère, situé sur le territoire du village de Slavkovica, possède une église remontant à la fin du XIIIe siècle ou au début du XIVe siècle. Cet édifice apparaît ainsi comme le plus ancien de l'ensemble monastique. Il est constitué d'une nef unique découpée en trois travées par des pilastres et il se termine par une vaste abside irrégulière en forme de fer à cheval. L'église est construite en pierres. Au milieu du XVe siècle, la façade occidentale a été dotée d'un narthex qui abrite trois sarcophages en pierre abritant des personnalités importantes, peut-être les fondateurs ; vraisemblablement à la même époque, un dôme a été construit, ainsi que d'autres bâtiments autour de l'église, formant ainsi un monastère. Du XIVe siècle au XVIe siècle, le parvis a servi de cimetière. On a retrouvé dans les lieux un camée représentant saint Nicolas, aujourd'hui conservé au Musée national de Belgrade.
Des fouilles archéologiques systématiques et des travaux de restauration ont été réalisés dans le monastère de 1973 à 1978, ainsi que d'autres interventions moins importantes en 1998.

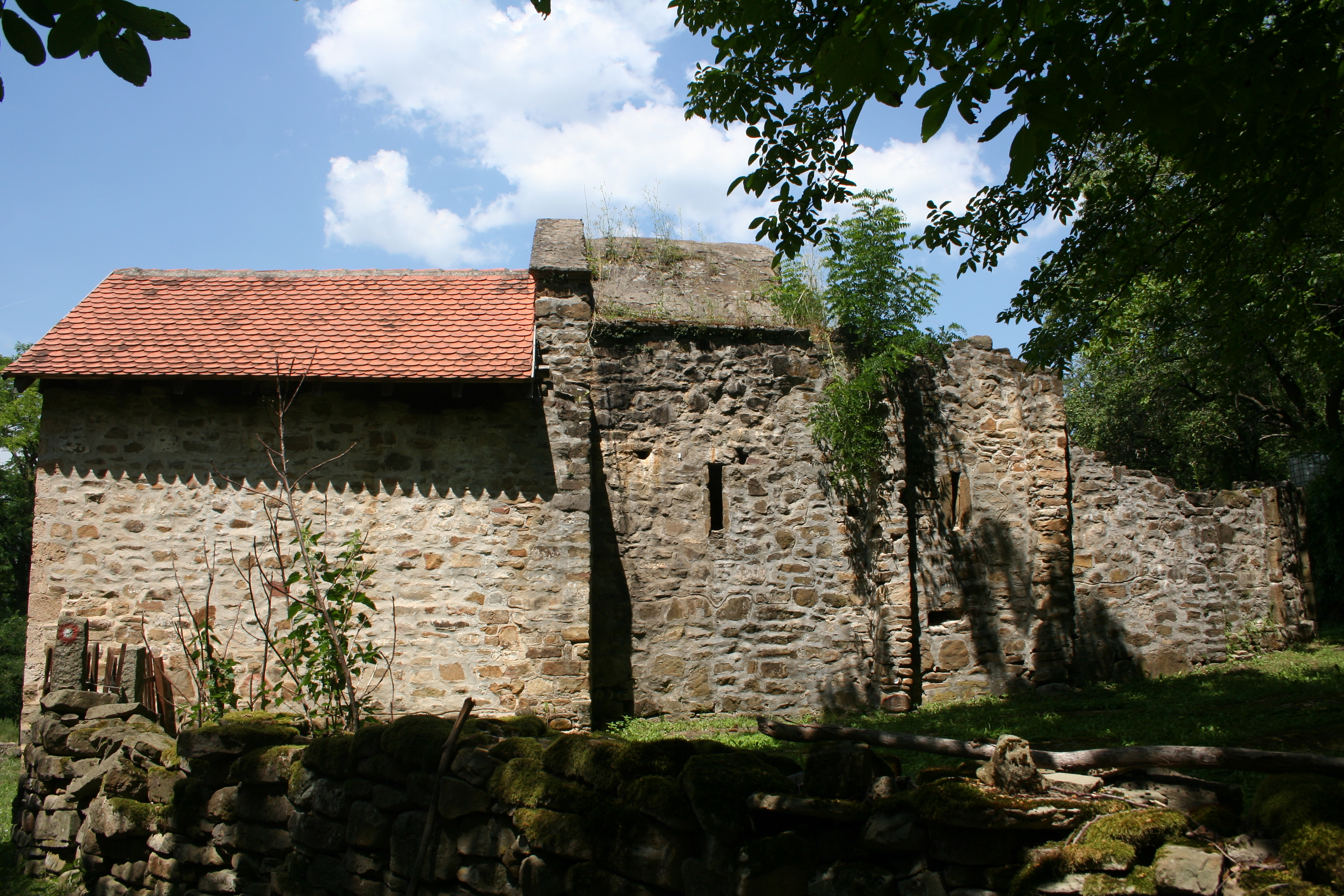
Autre vue de l'église.